# José Luis Borbolla
José Luis Borbolla Chavira (31 gennaio 1920 – 11 febbraio 2001) è stato un calciatore messicano, di ruolo attaccante.

## Carriera
Con la Nazionale messicana ha preso parte ai Mondiali 1950.